# Мир

Символом миру вважається голуб із оливковою гілкою

Мир — стан спокою і гармонії, період між війнами. Термін мир вживається як у значенні миру в душі людини, так і в значенні миру групами людей, народами і державами. В останньому значенні мир не означає відсутності конфліктів, а згоду вирішувати конфлікти без застосування насилля, що приводить до війни. Більшість етичних систем, зокрема релігійних, розглядає мир позитивним ідеалом.
У грецькій міфології богинею миру була Ейрена, у римській — Пакс. Від лат. pax походять терміни, пов'язані з миром: пацифізм, пацифікація тощо.

## Еволюція поняття мир
Згідно з одним із підходів розділяють наступні етапи:
I. Мир як відсутність війни. Це поняття належить до силових конфліктів між державами та в середині держав — війна та громадянська війна. Мир ґрунтується на невійськовій зовнішній політиці між державами, врахуванню національних інтересів кожної із сторін, а також на договорах, або інших документах, укладених між сторонами.
II. Мир як баланс сил в міжнародній системі. 1942 року Квінсі Райт, професор Чиказького університету модифікував ідею миру як відсутність війни в тлумачення миру як динамічного балансу, що включає політичні, соціальні, культурні та технологічні фактори; війна для нього — наслідок порушення цього балансу.
III. Мир як негативний мир (відсутність війни) і позитивний мир (відсутність структурного насильства). Норвезький соціолог Йоган Галтунг, розвинув теорію Райта, використовуючи категорію «негативного миру» та «позитивного миру». Де «негативний мир» — це відсутність війни, а позитивний мир — відсутність «структурного насильства».
Структурне насильство-це система експлуатації — одержання «привілейованими» значно більшого блага в порівнянні з людьми «другого сорту», включає смерть від голоду й хвороб, обмеження інформації, соціальну несправедливість у розподілі ресурсів, забруднення навколишнього середовища.
IV. Феміністський мир: макро- та мікрорівні миру. Під час феністського руху в 1970-80 роках була сформульована четверта концепція досягнення миру, яка розширила розуміння негативного та позитивного миру до особистісного рівня. Нове визначення миру передбачало не тільки виключення організованого насильства на макрорівні (наприклад, війна), але й неорганізоване насильство на мікрорівні (домашнє насильство).
V. Цілісний мир Гайя: мир з навколишнім середовищем. Теорія миру Гайя надає великого значення відношенню людей до біосистем — аналіз на рівні відношення до навколишнього середовища. Мир з навколишнім середовищем розглядається як центральний пункт даної теорії миру, в якій людина є однією із багатьох живих істот, що населяють Землю, а доля планети представляється найважливішою метою.
VI. Цілісний внутрішній та зовнішній мир. Шоста теорія миру відводить головне значення внутрішнім, езотеричним (духовним) аспектам миру. Ця теорія миру базується на духовності, фокусується на внутрішньому мирі, вважаючи, що всі аспекти зовнішнього миру, від індивідуального рівня до рівня навколишнього середовища, повинні базуватися на внутрішньому мирі.

## Вічний мир

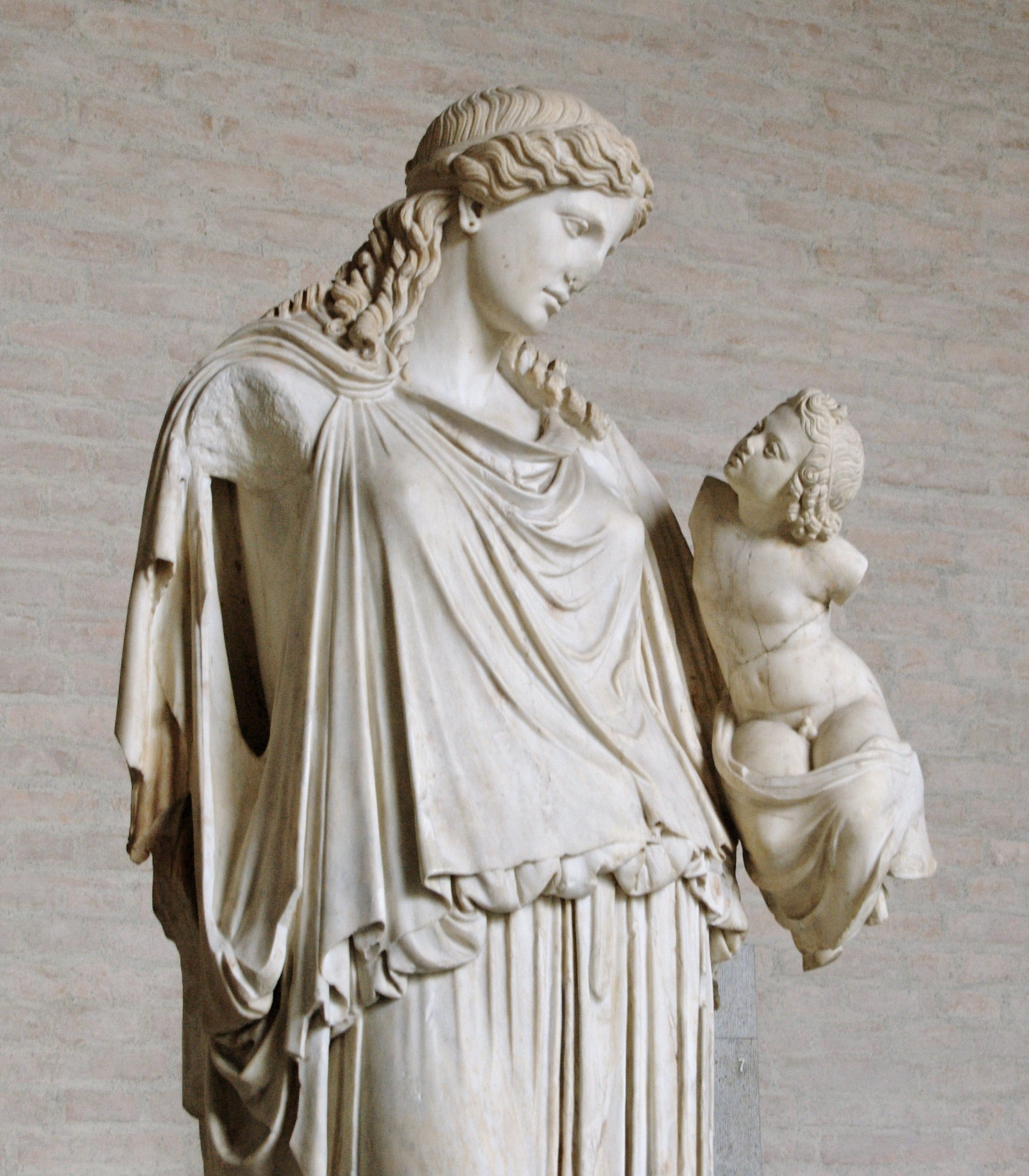
Плутос на руках у Ейрени. Статуя символізує — мир приносить процвітання

### Античність та середні віки
На противагу концепції «справедливої війни» склалася історична традиція, яка пов'язана з концепцією і проєктами «вічного і справедливого миру». Згадки про нього ми можемо знайти ще в стародавні часи, в творах античних філософів та мислителів (Гесіод, Геракліт, Платон, Арістотель) в Стародавньому Римі (Цицерон, римські юристи).
Встановлення християнством загальнолюдської моральності, заперечення національних і соціальних відмінностей дало тверду теоретичну підставу для ідеї вічного миру. Ранні християни несхвально дивилися на війну і військову службу, бачачи найтяжчий гріх в позбавленні життя людини. Лактанцій вважав, що правда і ворожнеча між народами несумісні і не повинні жити поруч в душах віруючих; Августин визнавав ідеалом християнства вічний мир. Союз церкви з імперією вніс в її вчення войовничість, проте ідея миру не була втрачена. Вона була причиною встановлення Миру Божого (Pax Treuga Dei), послужила підставою земського миру і дала початок першим товариствам «друзів миру». 1182 року французький тесляр Дюран заснував братство миру, при цьому привернув до себе осіб з усіх соціальних станів. Собори, що скликалися Церквою, є провісниками майбутніх дипломатичних конгресів та конференцій.

### Новий час
У XIV–XV ст. було створено перші конкретні проєкти миру та об'єднання європейських держав. Саме вони поклали початок широкому розвитку європейської думки в політичній історії континенту.
Перший з таких проєктів належав французькому королівському прокурору П'єру Дюбуа. В 1300 р. з'явилась його робота «Про припинення воєн та суперечок у королівстві Франція», в якій він закликав припинити міжусобну боротьбу французьких феодалів.
Важливим фактором на користь миру стало зародження в кінці Середніх віків і на початку Нового часу міжнародного права. Конгреси та конференції із загальноєвропейських справ з'являються все частіше; Ґроцій в своєму трактаті «De jure belli ас pacis» (1625 рік) вже висловлює думку «про користь та необхідність таких зборів християнських державав, на яких спори між ними вирішувалися б третіми, неупередженими державами, а також приймалися б заходи для примусу сторін до миру на справедливих підставах». Французький король Генріх IV (1553—1610), пропонував для запобігання міжнародних війн, організувати з європейських держав одну велику християнську республіку, де сейм з делегатів європейських урядів вирішував би усі суперечки.
У XVIII столітті став відомий проєкт «вічного миру» французького абата, дипломата і філософа Шарля Ірине де Сен-П'єра. Перший варіант проєкту — «Записку про збереження вічного миру в Європі» — Сен-П'єр видав у 1712 році, коли брав участь у міжнародній конференції, яка завершилась підписанням Утрехтського миру, що поклав кінець війні за іспанську спадщину.
Він думав з'єднати всі європейські держави в одну лігу або союз, подібний до старої німецької імперії. Загальний сейм повинен був служити законодавчим і судовим органом союзу, з примусовою владою щодо всіх членів; взаємні права установлюються загальної конституцією. Проєкт Сен-П'єра знайшов співчуття у багатьох видатних мислителів XVIII сторіччя — Лейбніца, Вольнея, Кондорсе, Жана-Жака Руссо, Тюрго, Адама Сміта, Готгольда Лессінга, Гердера та інших. Всі вони припускали можливість встановлення вічного миру, але очікували його не стільки від створення особливої політичної комбінації, скільки від все сильнішого духовного єднання цивілізованого світу і спільності економічних інтересів.

## Мир у сучасній міжнародній політиці

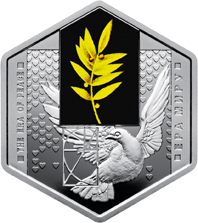
Пам'ятна монета НБУ — «Ера миру», з зображенням символу миру

Розвиток зброї масового знищення після Другої світової війни призвів до створення ситуації, в якій Третя світова війна загрожує існуванню людства. У цих умовах мир між наддержавами набуває особливо важливого значення. Одразу з після Другої світової війни була утворена Організація Об'єднаних Націй, яка декларувала своєю метою підримання і зміцнення миру, міжнародної безпеки та розвиток співробітництва між державами. ООН намагається вирішувати міжнародні конфлікти шляхом діалогу між сторонами. Водночас вона має в своєму розпорядженні миротворчі сили ООН, які проводять миротворчі місії в різних конфліктних регіонах світу.
Попри значну частоту міжнародних конфліктів, можна, однак, стверджувати, що вони є епізодичними явищами для окремо взятої держави та її відносин у міжнародному середовищі. Перманентним станом міжнародних відносин є мирне співіснування та співпраця між державами світу. Мирне співіснування та міжнародна співпраця тісно взаємопов'язані між собою, позаяк перше є мінімально необхідною умовою другого. Справді, про жодну міжнародну співпрацю не може бути мови, якщо сторони застосовують силу або погрожують нею одна одній.
Традиційно мирне співіснування визначається як стан відносин між державами, при якому вони не вдаються до застосування воєнної сили. Зазначимо, що мирне співіснування можливе у двох випадках:
- 1. Сторони не мають між собою принципових суперечностей, оскільки їх інтереси не є взаємовиключними. Тоді незастосування сили випливає зі загального стану відносин і є їх логічним наслідком.
- 2. Між сторонами існують серйозні суперечності, але з тих чи інших причин вони відмовляються від застосування воєнної сили, що не випливає зі стану відносин між ними, а є результатом прагнення урядів держав ухилитись від загострення стосунків та потенційного зіткнення.

Тобто у першому випадку сторони не мають потреби вдаватись до сили, і такий стан стосунків між ними є тривалим і стабільним. У другому випадку мирне співіснування є певною мірою вимушеним, таким, що може бути порушене настільки швидко, наскільки швидко загострюватимуться їх відносини.
Цілком очевидно, що мирне співіснування ґрунтується на дотриманні сторонами основних принципів міжнародного права, які також можна називати принципами мирного співіснування, їхній зміст викладений у Декларації про принципи міжнародного права, що стосуються дружніх відносин і співпраці згідно зі Статутом ООН, прийнятій Генеральною Асамблеєю у 1970 p., та у Заключному акті Ради з безпеки і співробітництва в Європі у 1975 p., а також в їх тлумаченнях, запропонованих в окремих рішеннях Міжнародного Суду ООН.
Загальновизнаними у стосунках між державами вважають такі зафіксовані у наведених вище міжнародно-правових документах принципи:
- 1. Принцип суверенної рівності держав полягає у визнанні факту політичної незалежності урядів, їх виняткової юрисдикції на своїй території, рівних прав усіх держав світу. Тобто йдеться про застосування в міжнародних відносинах римського принципу par in parem поп habet potestatem (рівний над рівним не має влади).
- 2. Принцип не застосування сили є свідомою відмовою влади суверенної держави від використання проти іншої держави будь-яких силових дій, що можуть становити загрозу її суверенітетові, територіальній цілісності, життю її громадян. У міжнародному праві поняття «сила» переважно трактується як збройне насильство, яке вважається репресалією та категорично заборонене, за винятком законної самооборони у випадку агресії та на підставі відповідної резолюції Ради Безпеки ООН. Вдавання до економічних, політичних та будь-яких інших засобів тиску вважається реторсіями, які не мають чіткого визначення та механізму застосування. Репресаліями, згідно з міжнародним правом, вважаються також погрози застосувати збройну силу. Потрібно, однак, зазначити що погрози у таких випадках мають завуальований у дипломатичних документах характер та переважно їх неможливо трактувати безпосередньо.

Згідно з принципом незастосування сили держави не мають права на превентивну самооборону, тобто випередження потенційного агресора у бойовому розвертанні збройних сил та їх застосуванні проти нього. У разі реальної небезпеки збройного нападу держава — потенційна жертва агресії має звернутись до Ради Безпеки ООН і вжити превентивних заходів лише за її згодою.
Дотримання державами принципу незастосування сили є визначальною умовою налагодження і підтримання ними добросусідських чи принаймні нейтральних відносин, а, отже, і мирного співіснування. Водночас, історія міжнародних відносин наочно демонструє прецедент систематичного порушення цього принципу, що загалом дає підстави вважати його дотримання похідною від стану політичних стосунків між державами світу.
- 3. Принцип мирного розв'язання спорів пов'язаний зі свідомим вибором владної політичної еліти держави коопераційної стратегії зовнішньої політики. Йдеться про те, що розв'язання спорів між будь-якими державами світу здійснюється без застосування збройного насильства. Цей принцип уперше зафіксовано у Статуті Ліги Націй, а дещо пізніше — у Паризькому Пакті 1928 р. Він був також остаточно закріплений у Статуті ООН, де у розділі VI, статті 33, § 1 зазначено: «Сторони, які беруть участь у будь-якому спорі, продовження якого могло б загрожувати підтриманню міжнародного миру і безпеки, мають, насамперед, намагатися розв'язати спір шляхом переговорів, обстеження, посередництва, примирення, арбітражу, судового розгляду, звернення до регіональних органів або угод чи іншими мирними засобами за своїм вибором».
- 4. Принцип невтручання у внутрішні справи держав є одним із фундаментальних принципів мирного співіснування, оскільки його дотримання є запорукою самостійного вибору суспільством будь-якої країни власної суспільно-політичної системи, що істотно зменшує ризик конфлікту. Згідно з міжнародним правом, право на інтервенцію надає тільки Рада Безпеки ООН у разі загрози миру, порушення миру чи окремих актів агресії (розділ VII, стаття 42). Водночас, втручання можливе тоді, коли воно здійснюється на прохання легітимного уряду держави у випадку спроби повалити його силою.

Практика реальних міждержавних відносин виразно демонструє систематичні зловживання могутніх держав цією можливістю. Втручання СРСР у Чехословаччині й Афганістані, США — у В'єтнамі відбувались на прохання маріонеткових чи повністю політично залежних урядів. Ще однією небезпечною для дотримання цього принципу концепцією стала ідея можливості втручання для відвернення гуманітарних катастроф. Йдеться про можливість інтервенції у внутрішні справи держави у критичній для неї ситуації внутрішніх етнічних, політичних, релігійних чи расових конфліктів. Гуманітарна інтервенція має на меті не допустити масових порушень прав людини, етнічних чисток, геноциду та сприяти поверненню суспільства до стану внутрішньої стабільності. Водночас ця концепція характеризується серйозною моральною двозначністю і прямо суперечить цілій низці принципів міжнародного права, як і усталеним звичаям та правилам міждержавних взаємин.
Проблема полягає також у тому, що, ігноруючи порядок і процедуру прийняття рішень в ООН, деякі держави та міжнародні організації самостійно визначають критерії гуманітарної катастрофи та залишають за собою право на втручання.
- 5. Принцип територіальної цілісності держав полягає у свідомій відмові держав від спроб включити у межі своїх кордонів частини території чи навіть усю територію іншої держави за допомогою сили. Цей принцип сформульовано у пакті Ліги Націй (стаття 10) та закріплено у Статуті ООН (розділ І, стаття 2, § 4), а важливість його дотримання традиційно пояснювалась тим, що намагання порушити територіальну цілісність держав завжди призводило до війни між ними. З огляду на це, у рамках діяльності Ліги Націй та ООН було здійснено низку спроб розробити міжнародно-правовий механізм передачі територій одних держав іншим. Територію держави можна передавати під юрисдикцію іншої держави лише шляхом цесії. Цесія може відбутися на підставі міжнародної угоди, згідно з рішенням міжнародних організацій (на підставі арбітражу чи плебісциту), акта купівлі-продажу чи у формі обміну територіями, але у будь-якому випадку — за добровільної згоди обох держав. Задля її реалізації здійснюють два важливі акти:

- зречення суверенітету над територією її попереднього власника;
- набуття суверенітету новим власником.
Водночас численні цесії 20—30-х років XX ст. свідчили не про досягнення державами Європи консенсусу у питанні перерозподілу державної території, а радше про нездатність держав захистити власну територіальну цілісність збройною силою. Усе це призвело до зростання напруженості у міжнародних відносинах і нової війни.
- 6. Принцип непорушності кордонів є логічним продовженням принципу територіальної цілісності держав, оскільки він полягає у повазі урядів держав до існуючих між ними кордонів. Традиційне розуміння цього принципу, викладене у Декларації про принципи міжнародного права у 1970 p., було аналогічне принципові територіальної цілісності держав. Йдеться про усталену в Статуті ООН заборону на зміни державних кордонів за допомогою зброї.
- 7. Принцип поваги до прав людини серед усіх інших відносно новий, визначений остаточно в Заключному акті НБСЄ (1975). У 1948 р. Генеральна Асамблея ООН прийняла Загальну декларацію прав людини, в якій основними правами людини визнано: право на свободу та особисту недоторканність (статті 3, 4), правосуб'єктність (стаття 6), рівність перед законом та презумпцію невинності (статті 7, 8, 9,10), вільне пересування (стаття 13), притулок у разі переслідування на батьківщині (стаття 14), свободу переконань, голосу, думки і совісті (стаття 19) та інших. Були також прийняті два пакти: про громадянські та політичні права й про економічні, соціальні та культурні права людини (1966). Для правового регулювання окремих аспектів, пов'язаних із правами людини, під егідою ООН укладено низку конвенцій: про запобігання злочинам геноциду та покарання за нього (1948), про ліквідацію всіх форм расової дискримінації (1966), про ліквідацію всіх форм дискримінації щодо жінок (1979), про права дитини (1989).
- 8. Принцип рівноправності й самовизначення народів полягає у запобіганні будь-якій дискримінації за національною ознакою та визнанні однакового права народів на вільний розвиток і вибір майбутнього. Йдеться про те, що кожний народ має невід'ємне право самостійно вершити свою долю, зокрема, створювати власну незалежну державу. Цей принцип висвітлений у Статуті ООН (стаття 1, § 2), де розглядається як необхідна передумова розвитку добросусідських відносин між народами та зміцнення миру. Чіткіше принцип рівноправності й самовизначення народів окреслено у Заключному акті НБСЄ. Згідно з положеннями акта, будь-який народ має право в умовах повної свободи визначати власний внутрішній і зовнішній статус, здійснювати на свій розсуд політичний, економічний, соціальний та культурний розвиток.
- 9. Принцип співробітництва зобов'язує держави світу підтримувати між собою стабільну співпрацю незалежно від відмінності їх політичних, економічних і соціальних систем. Закріплений у Статуті ООН (стаття 1, § 3) та в Декларації про принципи міжнародного права у 1970 p., він виглядав своєрідним підсумком усіх зазначених вище принципів, оскільки без його реалізації не можливе їх дотримання взагалі. Попри це, його реалізація стикається з неможливістю досягти всезагального консенсусу у стосунках між державами світу.
- 10. Принцип добросовісного виконання зобов'язань згідно з міжнародним правом випливає зі звичаєвої норми pacta sunt servanda (договорів треба дотримуватись), яка з найдавніших часів була загальноприйнятою у стосунках між державами. Укладення договору між державами завжди передбачало, що норми, закладені в ньому, набувають обов'язковості для обох сторін цього договору. Тобто одна сторона має підстави очікувати, що інша дотримуватиметься добровільно взятих на себе і зафіксованих у договорі зобов'язань. Ця норма є загальноприйнятим правилом нормальних взаємовідносин між державами світу, оскільки без її дотримання договірний режим відносин узагалі не міг би існувати.

Історія міжнародних відносин, однак, свідчить про те, що її чинність повністю залежить від мотивів, якими керуються держави, розпочинаючи переговорний процес. Якщо ці мотиви випливають із прагнення компромісу, то держави переважно дотримуються зобов'язань за укладеними ними договорами, статутами міжнародних організацій, членами яких вони є, конвенціями, в яких вони беруть участь. Якщо договір укладається як вимушений акт, що фіксує існуючий на певний час status quo, або договір нав'язується однією стороною іншій, є всі підстави для ухиляння урядами держав від виконання його положень. Зазвичай, з цією метою уряди застосовують механізм денонсації, причому легітимізуються двома обставинами:
- зміною ситуації у стосунках між державами та невідповідністю положень договору новим реаліям;
- грубими порушеннями положень договору, допущеними протилежною стороною.
Практика міждержавних відносин свідчить також про досить вільне трактування окремих положень договорів, як і явний саботаж сторонами їх виконання. Добросовісність виконання взятих державами зобов'язань випливає зі загальної політичної ситуації і зі стану стосунків між конкретними державами.
Очевидно, що дотримання державами принципів мирного співіснування є основою розвитку рівноправного та взаємовигідного співробітництва між ними. Міжнародна співпраця може розвиватись лише на ґрунті тривалого й стабільного безкризового співіснування держав, позаяк лише в такому разі можуть виникати близькі й навіть спільні інтереси, потреба у реалізації яких визначає такий стан міжнародних відносин.
Однак дієвість принципів мирного співіснування прямо залежить від стану стосунків між державами, що не дає підстав сприймати їх апріорно, як основу їхніх взаємин. Важко у реальній політиці знайти приклади сприйняття будь-яких принципів владою суверенної держави як фундаментальних основ її зовнішньої політики. Усі принципи мирного співіснування завжди розглядались крізь призму raison d'etat (державного інтересу) і могли вважатись визначальними лише тоді, коли відповідали йому. Основною причиною співпраці є об'єктивні проблеми, які сторони самотужки не можуть розв'язати, або самостійне розв'язання призведе лише до часткового результату. Традиційно відносини співробітництва передбачають співучасть та координацію зусиль сторін у розв'язанні проблем безпеки, торгівлі, функціонування й розвитку транспортних систем, екології, видобутку корисних копалин, боротьби зі злочинністю, освоєння космосу тощо.
Будь-який учасник міжнародних відносин співпрацює з іншим, з огляду на прямі чи непрямі вигоди. Тобто користь від співпраці є, з одного боку, мірилом правильності дій, а з іншого — спонукальною причиною її продовження та розвитку.

## Рух за мир
Впродовж історії останніх століть і, особливо, після світових воєн, існувало й існує багато політичних рухів та течій, серед пріоритетів яких високо стоїть мета досягнення миру у всьому світі.
Ідеологію, яка вважає мир основним пріоритетом називають пацифізмом. Пацифізм засуджує будь-які війни й будь-яке насильство, заперечує теорії справедливих воєн. На позиціях пацифізму стоять релігійні деномінації на зразок квакерів.
Одним із важливих рухів за збереження миру на Землі та за роззброєння, зокрема ядерне, є Пагвошський рух учених.

## Нагороди
Найвідомішою міжнародною нагородою, яка вручається за значний внесок у зміцнення миру між народами є Нобелівська премія миру. Вона вручається щороку людині або організації, обраній Норвезьким Нобелівським комітетом із п'яти членів, призначених Норвезьким парламентом.
У період між 1957 та 1991 роками Радянський Союз вручав Міжнародну Ленінську премію «За зміцнення миру між народами». З 1950 по 1955 вона називалася Сталінською. З 1995 Індія вручає Премію миру Ганді. Студентська премія миру присуджується студенту або студентській організації, що зробили значний внесок у збереження миру.

## День миру
21 вересня в Україні відзначається День миру. Цей день також є Міжнародним днем миру. Католицька церква відзначає день миру 1 січня, починаючи з 1968.

## Виноски
1. ↑  Курс лекцій КНУ
2. ↑  Послання папи Павла VI на сайті vatican.va. Архів оригіналу за 18 лютого 2011. Процитовано 31 січня 2011.